# Mandevilla rubra
Mandevilla rubra là một loài thực vật có hoa trong họ La bố ma. Loài này được Markgr. ex M.F.Sales, Kin.-Gouv. & A.O.Simões mô tả khoa học đầu tiên năm 2006.